# Finale de la Coupe arabe de la FIFA 2021
La finale de la Coupe arabe de la FIFA 2021 est un match de football organisé le 18 décembre 2021 au stade Al-Bayt à Al-Khor pour déterminer le vainqueur de la compétition organisée par la Fédération internationale de football association.

## Contexte
Il s'agit de la troisième participation de la Tunisie et de l'Algérie à la coupe arabe des nations, la Tunisie ayant remporté la première édition en 1963 alors que l'Algérie n'a pas remporté la compétition, ayant été éliminée lors des deux éditions précédentes lors de la phase de groupes.
Cependant, il s'agit de la première finale de coupe arabe pour les deux pays, la compétition de 1963 remportée par la Tunisie s'étant jouée dans un format de groupe. À ce moment-là, l'Algérie compte 17 victoires et la Tunisie quinze, auxquelles s'ajoutent quinze matchs nuls ; pourtant, la Tunisie est restée invaincue face à l'Algérie à chaque match de compétition depuis 1987.

## Parcours respectifs
| Équipe              | Pts | J | G | N | P | BP | BC | +/- |
| ------------------- | --- | - | - | - | - | -- | -- | --- |
| Tunisie             | 6   | 3 | 2 | 0 | 1 | 6  | 3  | +3  |
| Émirats arabes unis | 6   | 3 | 2 | 0 | 1 | 3  | 2  | +1  |
| Syrie               | 3   | 3 | 1 | 0 | 2 | 4  | 4  | 0   |
| Mauritanie          | 3   | 3 | 1 | 0 | 2 | 3  | 7  | -4  |

| Équipe  | Pts | J | G | N | P | BP | BC | +/- |
| ------- | --- | - | - | - | - | -- | -- | --- |
| Égypte  | 7   | 3 | 2 | 1 | 0 | 7  | 1  | +6  |
| Algérie | 7   | 3 | 2 | 1 | 0 | 7  | 1  | +6  |
| Liban   | 3   | 3 | 1 | 0 | 2 | 1  | 3  | -2  |
| Soudan  | 0   | 3 | 0 | 0 | 3 | 0  | 10 | -10 |

## Finale
| Match 32                       | Tunisie                                             | 0 – 2 ap              | Algérie                                                      | Stade Al-Bayt, Al-Khor                                                            |                                                                                   |
| 18 décembre 2021 18 h 00 UTC+3 |                                                     | (0 – 0, 0 – 0, 0 – 1) | 99e Sayoud · 120+5e Brahimi                                  | Spectateurs : 60 456 Arbitrage : Daniel Siebert Arbitre vidéo : Christian Dingert | Spectateurs : 60 456 Arbitrage : Daniel Siebert Arbitre vidéo : Christian Dingert |
| 18 décembre 2021 18 h 00 UTC+3 | Msakni 39e · Jaziri 40e · Ben Hmida 43e · Sassi 64e | Rapport               | 13e Chetti · 40e Bounedjah · 90+3e Bendebka · 120+4e Brahimi | Spectateurs : 60 456 Arbitrage : Daniel Siebert Arbitre vidéo : Christian Dingert | Spectateurs : 60 456 Arbitrage : Daniel Siebert Arbitre vidéo : Christian Dingert |

| Tunisie | Algérie |

| GK              | 22 | Mouez Hassen             |     |      |
| RB              | 20 | Mohamed Dräger           |     |      |
| CB              | 2  | Bilel Ifa                |     |      |
| CB              | 3  | Montassar Talbi          |     |      |
| LB              | 14 | Mohamed Amine Ben Hmida  | 43e | 101e |
| CM              | 6  | Ghailene Chaalali        |     |      |
| CM              | 13 | Ferjani Sassi            | 64e | 101e |
| RW              | 23 | Naïm Sliti               |     | 110e |
| AM              | 10 | Hannibal Mejbri          |     | 88e  |
| LW              | 7  | Youssef Msakni ()        | 39e |      |
| CF              | 11 | Seifeddine Jaziri        | 40e |      |
| Remplacements : |    |                          |     |      |
| MF              | 15 | Mohamed Ali Ben Romdhane |     | 88e  |
| DF              | 12 | Ali Maaloul              |     | 101e |
| MF              | 18 | Saad Bguir               |     | 101e |
| MF              | 9  | Firas Ben Larbi          |     | 110e |
| Entraîneur :    |    |                          |     |      |
| Mondher Kebaier |    |                          |     |      |

| GK               | 23 | Raïs M'Bolhi ()      |        |        |
| RB               | 3  | Houcine Benayada     |        | 120+3e |
| CB               | 4  | Djamel Benlamri      |        |        |
| CB               | 19 | Abdelkader Bedrane   |        |        |
| LB               | 20 | Ilyes Chetti         | 13e    |        |
| CM               | 18 | Houssem Mrezigue     |        | 91e    |
| CM               | 14 | Sofiane Bendebka     | 90+3e  | 118e   |
| RW               | 7  | Tayeb Meziani        |        | 66e    |
| AM               | 11 | Yacine Brahimi       | 120+4e |        |
| LW               | 10 | Youcef Belaïli       |        |        |
| CF               | 9  | Baghdad Bounedjah    | 40e    |        |
| Remplacements :  |    |                      |        |        |
| FW               | 8  | Amir Sayoud          |        | 66e    |
| MF               | 17 | Zakaria Draoui       |        | 91e    |
| DF               | 5  | Mehdi Tahrat         |        | 118e   |
| DF               | 12 | Mohamed-Amine Tougaï |        | 120+3e |
| Entraîneur :     |    |                      |        |        |
| Madjid Bougherra |    |                      |        |        |

| Assistants : Rafael Foltyn Christian Gittelmann Quatrième arbitre : Matthew Conger Arbitre vidéo : Christian Dingert Assistants arbitre vidéo : Kevin Blom Jun Mihara Shaun Evans Homme du match : Amir Sayoud |

## Après-match
|                      | Tunisie | Algérie |
| Possession du ballon | 56 %    | 44 %    |
| Passes               |         |         |
| Tirs cadrés          | 2       | 8       |
| Tirs non cadrés      | 17      | 18      |
| Arrêts du gardien    |         |         |
| Corners obtenus      | 6       | 10      |
| Coups francs         | 19      | 24      |
| Hors-jeu             | 3       | 3       |
| Fautes commises      |         |         |
| Cartons jaunes       | 4       | 4       |
| Cartons rouges       | 0       | 0       |